# Cortodera thorpi
Cortodera thorpi là một loài bọ cánh cứng trong họ Cerambycidae.